# Venice International University
La Venice International University (VIU) è un centro internazionale di formazione avanzata e ricerca che ha sede presso l'isola di San Servolo nella laguna di Venezia, ed è presieduta dall'ambasciatore Umberto Vattani.

## Storia
Venice International University è stata fondata nel 1995 su iniziativa dei due atenei veneziani, Ca' Foscari e IUAV, della Provincia di Venezia, della Ludwig Maximilians Universität di Monaco di Baviera, dell'Universitat Autònoma di Barcellona, della Duke University e della Fondazione di Venezia, cui si sono aggiunte negli anni diverse altre università.
La VIU riunisce i seguenti associati:
- Università Ca' Foscari Venezia
- Università Iuav di Venezia
- Ludwig-Maximilians-Universität München
- Boston College
- Duke University del Nord Carolina
- Waseda University di Tokyo
- Università di Tel Aviv
- Università Tsinghua di Pechino
- Università di Padova
- Università Europea di San Pietroburgo
- Città Metropolitana di Venezia
- Consiglio Nazionale delle Ricerche
- Università di Roma Tor Vergata

### SHSS - School of Humanities and Social Sciences
La School of Humanities and Social Sciences (SHSS) organizza un programma in studi umanistici e scienze sociali.

### TEDIS - Center for Studies on Technologies in Distributed Intelligence Systems
Il centro TeDIS (Centro per lo studio sulle tecnologie nei sistemi ad intelligenza distribuita) centro di ricerca interno alla Venice International University, costituito nel 1999, sviluppa ricerca nel campo dell'innovazione e della competitività delle aziende e delle piccole e medie imprese.

### TEN - Center for Thematic Environmental Networks
Il Centro TEN (Thematic Environmental Networks) è un centro di formazione e ricerca sui temi della gestione ambientale e dello sviluppo sostenibile.

### VIU Campus
La Venice International University si trova nell'isola di San Servolo, un tempo monastero che fu poi trasformato in ospedale militare e quindi in ospedale psichiatrico fino al 1978. Gli edifici nel corso del tempo hanno subito un restauro.

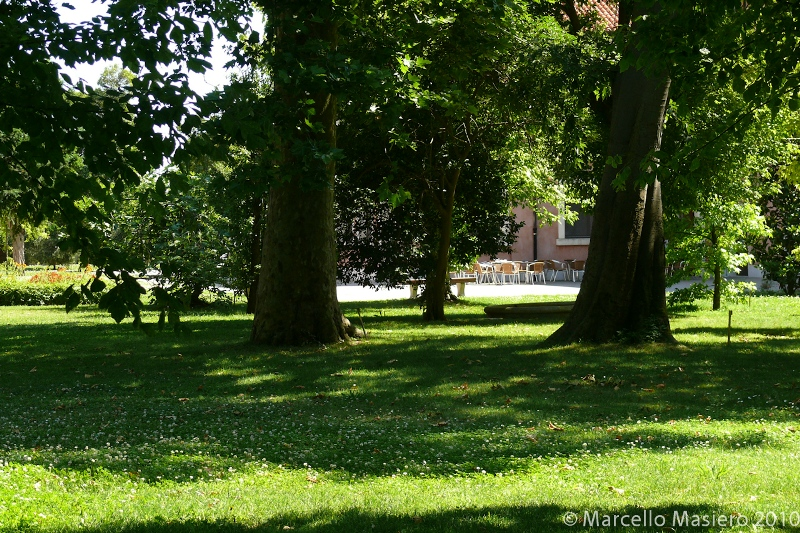
VIU campus